# فيتالي روديونوف
فيتالي روديونوف (بالروسية: Родионов, Виталий Викторович)‏ (مواليد 11 ديسمبر 1983 في فيتيبسك) لاعب كرة قدم بيلاروسي دولي يجيد اللعب في خط الهجوم . يلعب حاليا لصالح نادي باتي بوريسوف البيلاروسي منذ 2005 .

## روابط خارجية
- فيتالي روديونوف على موقع الاتحاد الدولي (مؤرشف)  (الإنجليزية)
- فيتالي روديونوف على موقع الاتحاد الأوربي (الإنجليزية)
- فيتالي روديونوف على موقع قاعدة بيانات كرة القدم.إي يو (الإنجليزية)
- فيتالي روديونوف على موقع ناشيونال فوتبول تيمز (الإنجليزية)
- فيتالي روديونوف على موقع Soccerbase.com (لاعب) (الإنجليزية)
- فيتالي روديونوف على موقع Soccerway.com (الإنجليزية)
- فيتالي روديونوف على موقع عالم كرة القدم.نت (الإنجليزية)
- فيتالي روديونوف على موقع AS.com (الإسبانية)